# Râul Valea lui Lambă
Râul Valea lui Lambă sau Râul Lom este un curs de apă, afluent al râului Șimon. 